# 摩根大通事件 (倫敦鯨事件)
在2012年四月和五月， 摩根大通的伦敦分公司发生大交易的损失。作為"对冲"战略的一部分，银行進行了一系列的衍生公具的交易包括 互惠信贷违约证券 (CDS)。绰号伦敦鲸鱼的交易員布鲁诺·伊克斯尔（Bruno Iksil）在市场积累了很多CDS。损失估计是20亿美元，实际损失可能较大。市场对银行风险内控缺失和规模巨大的金融衍生品交易敞口感到担忧，同时，亏损事件还触发了监管机构对银行高风险自营交易实施更加严格的监管。

## 事件发展
伊克斯尔在2007年1月就职于摩根大通的CIO部门，他每年都为摩根大通赚取约1亿美元甚至更多的利润。2012年，伊克斯尔交易了上千亿元的CDX头寸，导致衍生品市场的动荡，以及20亿美元的衍生品交易亏损。
2012年4月初，对冲基金爆料，摩根大通在投资CDX上建立巨大头寸，且交易活动持续增加，撬动数万亿美元的债券市场，摩根大通CIO部门操纵CDX指数的行为严重扭曲债市价格。
2012年5月13日，摩根大通CEO吉米·戴蒙宣布，由于CIO的巨大敞口和交易策略失误，导致该行在近一个月中亏损约20亿美元，未来亏损面还可能进一步扩大。

## 批评
有媒体分析认为金融监管机制的问题，政府却为此买单，而最后是纳税人为此买单。可是即便如此，华尔街的交易员却不用为此承担责任

## 延伸阅读
- Levine, Matt. . Dealbreaker. 11 May 2012.